# Ибрагимли, Халаддин Джалал оглы
Халаддин Джалал оглы Ибрагимли (азерб. İbrahimli Xaləddin Cəlal oğlu род. 1958, Дманиси) — азербайджанский профессор, кандидат педагогических наук, доктор исторических наук.

## Биография
Родился в Дманисском районе Грузии. В 1974 году окончил среднюю школу и поступил на исторический факультет Азербайджанского Государственного Педагогического Института. В 1978 году окончил АГПИ и по направлению работал учителем в средней школе Ждановского района (ныне Бейлаганский район). В 1982 году поступил в аспирантуру Азербайджанского Научного Педагогического Исследовательского Института.
В 1991 году защитил кандидатскую диссертацию на тему: Культура общения, в 1997 году — докторскую диссертации на тему: Азербайджанская политическая эмиграция в 1920—1991 годах.
Кандидат педагогических наук, доктор исторических наук, профессор.
В 1982—1993 годах работал научным сотрудником и старшим научным сотрудником АзНПИИ. В 1993—1998 годах работал преподавателем в Высшем Дипломатическом Колледже. В 1998—2002 годах работал преподавателем Университета «Хазар», преподавал политологию, теорию международных отношений.
В 1997 году учредил и возглавляет Кавказский Исследовательский Центр.
Автор 4 книг, более 100 научных статей.

## Избранные работы
- Азербайджанцы Грузии: историко-этнографический и социально-политический комментарий — Баку: Издательство «Европа», 2006